# Sofala
Sofala is een van de tien provincies van Mozambique en is centraal in dat land gelegen. De provincie meet 68.000 vierkante kilometer en telde bijna 1,3 miljoen inwoners in 1997. De provinciale hoofdstad is de kuststad Beira. Het gebied werd in 1942 bij Mozambique gevoegd dat toen een Portugese kolonie was. In 1954 werd het nieuwe district Tete gevormd met grondgebied van Sofala en Manica. Toen de districten in 1978 de status van provincie kregen werd het grondgebied van Sofala en van Manica herverdeeld.

## Grenzen
De provincie Sofala ligt aan de kust van Mozambique:
- Aan het Kanaal van Mozambique in het oosten.

Verder grenst Sofala aan vier andere provincies:
- Tete in het noordwesten.
- Zambezia in het noordoosten.
- Inhambane in het zuiden.
- Manica in het westen.

## Districten
De provincie is verder verdeeld in twaalf districten:
- Buzi
- Caia
- Chemba
- Cheringoma
- Chibabava
- Dondo

- Gorongosa
- Marromeu
- Machanga
- Maringué
- Muanza
- Nhamatanda

Cabo Delgado · Gaza · Inhambane · Manica · Maputo · Nampula · Niassa · Sofala · Tete · Zambezia · Maputo (stad)